# شهرستان برین (جورجیا)
شهرستان برین، جورجیا (به انگلیسی: Berrien County, Georgia) یک سکونتگاه مسکونی در ایالات متحده آمریکا است که در جورجیا واقع شده‌است.